# Foyer fédéral de George River
Le foyer fédéral de George River est un établissement d'hébergement pour enfants autochtones, ouvert de 1959 à 1960 à Kangiqsualujjuaq, au Nunavik. L'établissement fait partie du réseau de pensionnats pour autochtones au Canada. 

## Histoire
Au cours de l'été 1959, le gouvernement fédéral exploite une école temporaire à l'embouchure de la rivière Koruk, au Nunavik. Au cours de l'été suivant, le gouvernement ouvre une école et un foyer d'hébergement sur le site. Les enfants et le personnel y vivent dans des tentes. La salle communautaire sert de salle de classe et de salle à manger. Bien que l'école poursuit ses activités, le gouvernement fédéral se retire de l'administration de ce foyer dès 1960.
Contrairement au réseau des pensionnats pour Autochtones, l'histoire des foyers fédéraux pour enfants autochtones a peu été étudié. L'ouverture de ces établissement au Nunavik correspond à la reprise en main du système éducatif inuit par le gouvernement fédéral, auparavant aux mains de congrégations religieuses.